# Будьте моєю тещею!
«Будьте моєю тещею!» — радянський художній фільм 1977 року, знятий на Ризькій кіностудії режисером Карлісом Марсонсом.

## Сюжет
Добрий, але не в міру боязкий ветеринар з невеликого провінційного містечка виявився переможцем історичної вікторини. Нагорода — круїз по Балтійському морю. Непрактичний Андріс, по дорозі до Риги, мало не потрапив у неприємну ситуацію, що склалася навколо крадіжки двома шахраями-невдахами старовинних бронзових прикрас з провінційного музею. Але всі неприємності були компенсовані появою в його житті Інги — молодої жінки, з матір'ю і дочкою якої лікар познайомився в рідному місті, перед своїм від'їздом до столиці.

## У ролях
- Євген Іваничев — Андріс
- Мірдза Мартінсоне — Інга
- Солвіте Лінде — Віта
- Вілма Мелнбарде — бабуся
- Улдіс Ваздікс — перший шахрай
- Едгар Лієпіньш — другий шахрай
- Юріс Стренга — сажотрус
- Карліс Себріс — майор міліції
- Яніс Куплайс — капітан міліції
- Едмундас Фрейбергас — лейтенант міліції
- Мартиньш Вердиньш — слідчий
- Артур Калейс — фельдшер Арвідс
- Юріс Леяскалнс — головний лікар
- Артур Дімітерс — швейцар
- Едуардс Павулс — директор музею
- Дзідра Рітенберга — адміністратор готелю
- Марина Краузе — Анда
- Мара Звайгзне — медсестра
- Евалдс Валтерс — Альберт
- Мієрвалдіс Озоліньш — брат Альберта
- Петеріс Васараудзіс — Карліс
- Юріс Лавіньш — Яніс
- Арніта Яунземе — провідниця
- Вайроніс Яканс — відвідувач

## Знімальна група
- Автор сценарію: Генріх Рябкин
- Режисер-постановник: Карліс Марсонс
- Оператор-постановник: Зігурдс Вітолс
- Композитор: Раймонд Паулс
- Художник-постановник: Андріс Меркманіс
- Директор: Вісвалдіс Саулітіс